# Фундаментальные взаимодействия
Фундамента́льные взаимоде́йствия, также известные как фундаментальные силы, — качественно различающиеся типы взаимодействия элементарных частиц и составленных из них тел.
На сегодня достоверно известно существование четырёх фундаментальных взаимодействий (не считая поля Хиггса):
- гравитационного;
- электромагнитного;
- сильного;
- слабого.

При этом электромагнитное и слабое взаимодействия являются проявлениями единого электрослабого взаимодействия.
Ведутся поиски других типов фундаментальных взаимодействий, как в явлениях микромира, так и в космических масштабах, однако пока какого-либо другого типа фундаментального взаимодействия не обнаружено (см. Пятая сила).
В теориях Великого объединения предполагается существование электроядерного взаимодействия. Возможно, нарушение CP-инвариантности вызывается сверхслабым взаимодействием.

## Сводная таблица
| Взаимодействие   | Текущее описание теорией                   | Заряд               | Частица-переносчик    | Относительная сила | Зависимость от расстояния                       | Радиус воздействия (м) |
| ---------------- | ------------------------------------------ | ------------------- | --------------------- | ------------------ | ----------------------------------------------- | ---------------------- |
| Гравитация       | Общая теория относительности (ОТО)         | Масса               | Гравитон (гипотетич.) | 1                  | {\displaystyle {\frac {1}{r^{2}}}}              | ∞                      |
| Слабое           | Теория электрослабого взаимодействия (ТЭВ) | Слабый изоспин      | W+-, W−- и Z0-бозоны  | 1025               | {\displaystyle {\frac {1}{r}}\,e^{-m_{W,Z}\,r}} | 10−18                  |
| Электромагнитное | Квантовая электродинамика (КЭД)            | Электрический заряд | Фотон                 | 1036               | {\displaystyle {\frac {1}{r^{2}}}}              | ∞                      |
| Сильное          | Квантовая хромодинамика (КХД)              | Цветовой заряд      | Глюоны                | 1038               | {\displaystyle {1}}                             | 10−15                  |

## История
Ньютон в своём втором законе (1687 г.) постулировал, что причиной изменения движения тел является сила. Физикам было известно множество самых разнообразных сил: сила тяжести, сила натяжения нити, сила сжатия пружины, сила столкновения тел, сила трения, сила сопротивления воздуха, сила взрыва и т. д.
Исследования XVIII—XIX веков привели к открытию атомарной структуры вещества, и стало понятно, что всё разнообразие этих сил есть результат взаимодействия атомов друг с другом. Поскольку основной вид межатомного взаимодействия — электромагнитное, то, как оказалось, большинство этих сил — лишь различные проявления электромагнитного взаимодействия. Одно из исключений составляет, например, сила тяжести, причиной которой является гравитационное взаимодействие между телами, обладающими массой.

Калибровочные бозоны в рамках Стандартной модели

Таким образом, к началу XX века выяснилось, что все известные к тому моменту силы сводятся к двум фундаментальным взаимодействиям: электромагнитному и гравитационному.
В 1930-е годы физики обнаружили, что ядра атомов состоят из нуклонов (протонов и нейтронов). Стало понятно, что ни электромагнитные, ни гравитационные взаимодействия не могут объяснить, что удерживает нуклоны в ядре. Было постулировано существование нового фундаментального взаимодействия: сильного взаимодействия. Однако в дальнейшем оказалось, что и этого недостаточно, чтобы объяснить некоторые явления в микромире. В частности, было непонятно, что заставляет распадаться свободный нейтрон. Тогда было постулировано существование слабого взаимодействия, и этого оказалось достаточно для описания всех до сих пор наблюдавшихся явлений в микромире.
После открытия бозона Хиггса поле Хиггса стали иногда называть пятым фундаментальным взаимодействием.

## Создание единой теории фундаментальных взаимодействий
Первой из теорий взаимодействий стала теория электромагнетизма, созданная Максвеллом в 1863 году. Затем в 1915 году Эйнштейн сформулировал общую теорию относительности, описывающую гравитационное поле. Появилась идея построения единой теории фундаментальных взаимодействий (которых на тот момент было известно только два), подобно тому как Максвеллу удалось создать общее описание электрических и магнитных явлений. Такая единая теория объединила бы гравитацию и электромагнетизм в качестве частных проявлений некоего единого взаимодействия.
В течение первой половины XX века ряд физиков предприняли многочисленные попытки создания такой теории, однако ни одной полностью удовлетворительной модели выдвинуто не было. Это, в частности, связано с тем, что общая теория относительности и теория электромагнетизма различны по своей сути. Тяготение описывается искривлением пространства-времени, и в этом смысле гравитационное поле условно нематериально (эмпирически недискретно), но, как и прочие формы взаимодействия, распространяется с предельно допустимой скоростью света (см. скорость гравитации), в то время как электромагнитное поле являет все необходимые атрибуты материи.
Во второй половине XX столетия задача построения единой теории осложнилась необходимостью внесения в неё слабого и сильного взаимодействий, а также необходимостью квантования теории.
В 1967 году Саламом и Вайнбергом была создана теория электрослабого взаимодействия, объединившая электромагнетизм и слабые взаимодействия. Позднее в 1973 году была предложена теория сильного взаимодействия (квантовая хромодинамика). На их основе была построена Стандартная модель элементарных частиц, описывающая электромагнитное, слабые и сильное взаимодействия.
Экспериментальная проверка Стандартной модели заключается в обнаружении предсказанных ею частиц и их свойств. В настоящий момент открыты все элементарные частицы стандартной модели.
Таким образом, в настоящее время фундаментальные взаимодействия описываются двумя общепринятыми теориями: общей теорией относительности и стандартной моделью. Их объединения пока достичь не удалось из-за трудностей создания квантовой теории гравитации. Для дальнейшего объединения фундаментальных взаимодействий используются различные подходы: теории струн, петлевая квантовая гравитация, а также М-теория.
Гипотеза о количестве фундаментальных физических взаимодействий — почему в природе именно то количество взаимодействий, которое предполагают существующими — была высказана относительно недавно в МГУ. Предполагается, что количество фундаментальных взаимодействий зависит от вида коэффициента затухания в рассматриваемых уравнениях колебаний. При этом некоммутативная структура этого коэффициента свидетельствует в пользу существования поля Хиггса в качестве фундаментального взаимодействия.